# Cave (architecture)
Pour les articles homonymes, voir Cave.

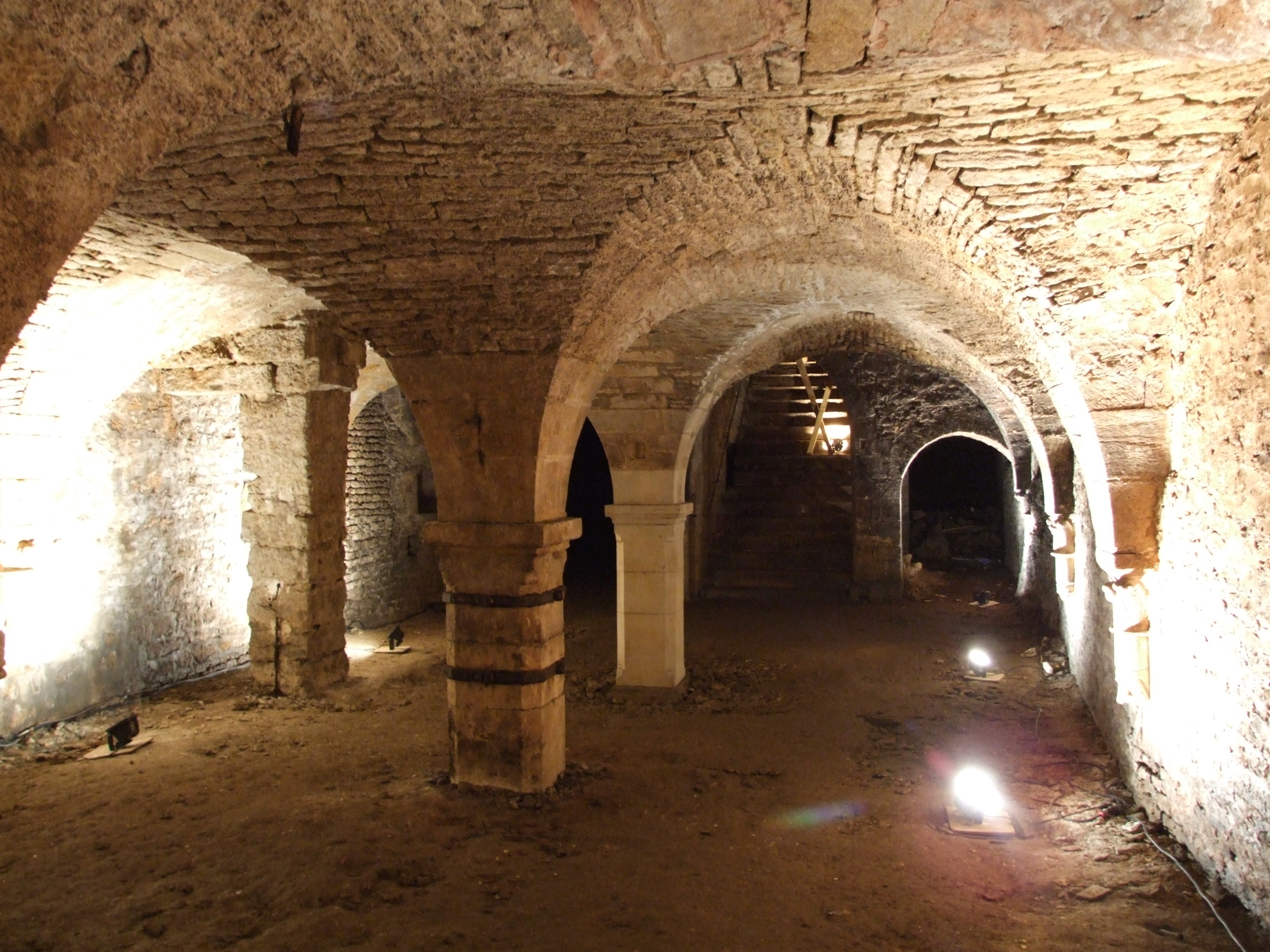
Cave d'une maison de la Renaissance à Langres.

Une cave est un local, une pièce, un ensemble de pièces ou un étage situé au sous-sol d’une construction — donc partiellement ou totalement en dessous du niveau du sol.

## Définitions

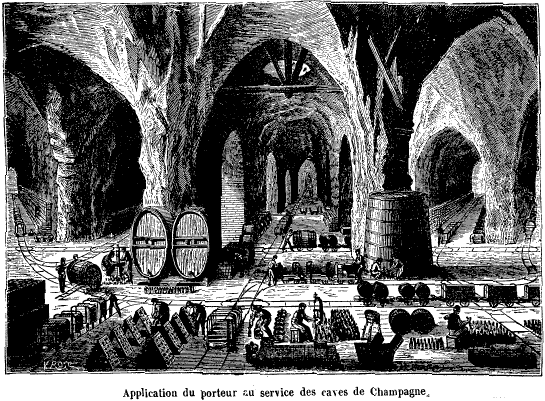
Chemin de fer à voie étroite Decauville dans des caves à Champagne.

La caractéristique principale d’une cave (du latin cavita, « lieu creusé ») est de se situer au moins en partie sous le niveau du sol. Elle rejoint en cela la grotte mais s'en distingue par le fait qu'elle est créée par l'homme. La cave se distingue d’un tunnel parce qu'elle n'est pas destinée à la mobilité. Le vide sanitaire se distingue de la cave par sa hauteur faible, par sa ventilation et par son objet.
Toutefois, on appelle « caves » les vastes aires de stockage que l'on trouve creusées sous le sol champenois, du côté de Reims et d'Épernay, « dont on dit qu'il en est qui ont jusqu'à deux lieues de galeries creusées dans la craie où des voitures à quatre chevaux peuvent circuler librement ».
En Anjou, on appelle « cave » la base, enterrée ou semi-enterrée, du moulin cavier où est placée la meule, et sur laquelle est édifiée le massereau. À cette cave peuvent d’adjoindre des caves latérales, l’ensemble constituant le « masse » du moulin,.
En Haute-Provence, les maisons traditionnelles possèdent une « cave » qui est le plus souvent, sinon toujours, au premier niveau : « Il s’agit d’un espace de rangement sans fenêtre, qui se distingue donc de la cave enterrée classique, reconnue en Haute-Provence comme une “grotte” ».
Les salles situées sous le niveau du sol des églises chrétiennes, souvent utilisées comme sépulcres, prennent le nom de « cryptes » (du grec kruptos, « caché »). Une réserve d'eau en sous-sol est appelée « citerne », même quand elle ne contient pas d'eau.
Dans les châteaux, les caves étaient en général destinées à entreposer des vivres. Dans quelques rares cas, elles pouvaient être utilisées comme cachots. On parlait alors d’« oubliettes ». Et que dire des caves immenses que l'on remarque sous les amphithéâtres de Capoue et de Pouzzoles et qui étaient, dit-on, destinées à renfermer un grand approvisionnement de bêtes féroces.

## Histoire

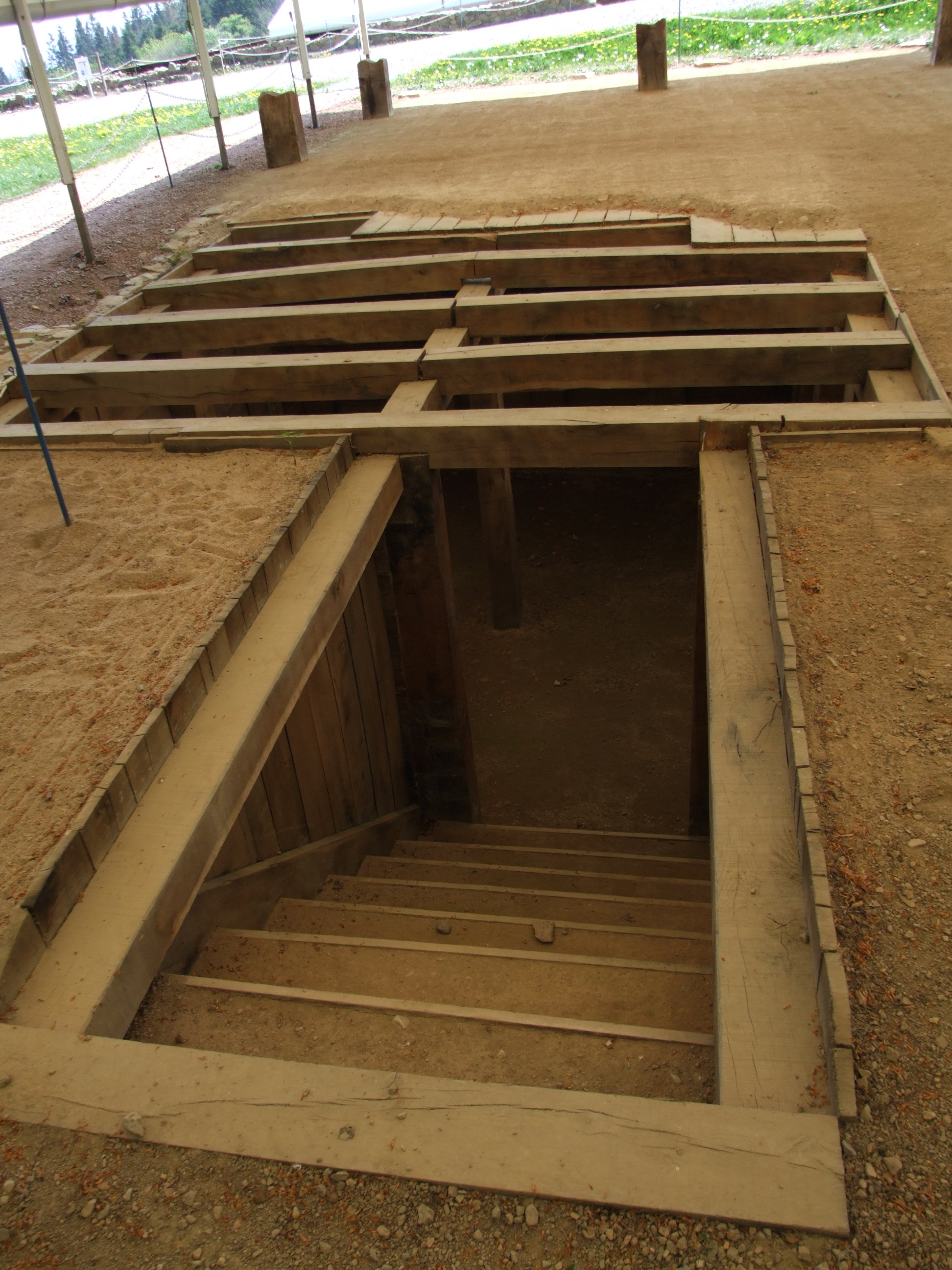
Reconstitution d'une cave celtique (Bibracte).

Sauf dans de rares exceptions, les bâtiments de la Rome antique n’étaient pas construits sur caves. « Ni à Pompéi, ni à Timgad, ni en Angleterre, à Silchester et à Caerwent, on n'a signalé jusqu'à présent l'existence normale de caves ou de caveaux sous les maisons. Celles que l'on a trouvées à Pompéi sont exceptionnelles ; on ne connaît guère que deux maisons, la Casa del Centenario et la maison de Caecilius Jucundus où des caves aient été ménagées dans le sous-sol avec escaliers d'accès. Les cryptae ou cryptoporticus, signalées à Pompéi ou à Rome, n'étaient point des caves ». Mais les thermes et les villas des plus riches possédaient des systèmes de chauffage souterrains (hypocaustes).
Par contre, la cabane celte comportait une partie souterraine, où on conservait les provisions et on pouvait même se réfugier durant les grands froids. De même, les maisons gauloises possédaient souvent des caves profondes. Par exemple, les maisons gallo-romaines d'Alésia étaient bâties sur caves soigneusement aménagées.
Au Moyen Âge, en France, l’existence de caves était généralisée dans les zones urbaines. Certains archéologues, comme Jean-Denis Clabaut, essaient ainsi de connaître la configuration et l’évolution de la ville médiévale à travers l’observation des caves anciennes.
On trouve des caves surtout dans les pays occidentaux, à l’exception de la Grande-Bretagne, de l’Australie et de la Nouvelle-Zélande. Dans certaines régions, on trouve des caves aux caractéristiques particulières possédant un nom spécifique, comme les « cluzeaux » (ou cluseaux) souterrains du nord occitan qui servaient de refuge.

## Caractéristiques constructives
Selon Jacques-François Blondel en 1750, les caves sont d'une utilité essentielle pour contenir les provisions, telles que les vins de table, les vins de liqueur, le bois, le charbon, etc. Elles sont dans les bâtiments subalternes, ce que les souterrains sont dans un édifice considérable ; mais ceux-ci sont seulement destinés à rendre le sol du bâtiment moins humide et par conséquent plus habitable.
La mise en œuvre des caves fait l'objet d'un soin particulier. Une cave doit être fraîche en été, tempérée en hiver et, pour la conservation du vin, exempte d'humidité.
Ainsi en 1820, à Genève, les caves à destination de la conservation du vin « seront construites profondément en terre, entourées de bons aqueducs, trois ou quatre pieds plus bas que le pavé de la cave, faits en bonne maçonnerie ou en briques, pour qu'en tout temps, la cave soit parfaitement sèche ; sans cela, les douves et les cercles y sont très-vite pourris. Les murs servant en même temps de fondements au bâtiment placé au-dessus, et ayant à résister à la poussée des terres et de la voûte, seront construits en bons matériaux, avec du mortier fait en chaux vive (éteinte à mesure qu'on l'emploie), du bon sable de rivière, et le crépissage mêlé de cendres tamisées ou de briques pilées. On donnera à ces murs quatre à cinq pieds d'épaisseur suivant l'élévation ou le poids des murs qu'ils auront à supporter […] ».
Les caves furent longtemps voûtées. D'après François Rozier, en 1809, « la courbure que l'on doit préférer pour les voûtes des caves est celle en plein cintre. Elles sont plus solides que les voûtes surbaissées et n'exigent pas une aussi grande épaisseur de pieds droits pour pouvoir résister à leur poussée. On est cependant obligé d'employer cette dernière courbure toutes les fois que la nature du sol ne permet pas d'enfoncer la cave assez avant pour que l'extrados de sa voûte se trouve au-dessous du niveau du terrain environnant ».
La largeur des caves, ou plutôt le grand diamètre de leur cintre, est ordinairement fixée par la largeur des bâtiments que l'on élève au-dessus, déduction faite de la sur-épaisseur qu'il faut donner aux pieds droits pour résister à la poussée de la voûte et que l'on prend intérieurement. Dans les vignobles, au contraire, c'est la largeur qu'il faut donner à la cave qui détermine celle du bâtiment que l'on doit élever au-dessus. Cette largeur se calcule d'après les dimensions locales des tonneaux et les intervalles qu'il faut laisser entre les rangées pour la facilité de la surveillance et la commodité du service et de manière qu'il n y ait jamais de terrain de perdu. La longueur des caves est ensuite relative à la consommation du ménage pour celles des maisons particulières et subordonnée aux besoins de l'exploitation pour celles des vendangeoirs.
On met des soupiraux, éventuellement placés par deux sur des murs en vis-à-vis, pour faciliter la circulation de l'air, modifier l'atmosphère dans certaines circonstances ou pour éclairer. Dans des rénovations maladroites, les soupiraux se retrouvent souvent obturés, les caves ne sont plus ventilées, l'humidité n'est plus évacuée, ce qui contribue dans certains cas au développement de moisissures et à la dégradation des murs.
Au XXIe siècle, la cave a dans la plupart des cas abandonné la magie de la voûte pour des moyens plus économiques, la dalle en béton armé et le plancher en hourdis. Si la conception des murs passe par les mêmes principes, les matériaux ont aussi évolué : un drain est réalisé par des tuyaux percés de trous en matière synthétique, en béton, en terre cuite, voire en fibre de coco, placés au pied des fondations, sur des cunettes en béton. Une chemise de drainage est disposée 50 cm autour du drain, constituée de gravier qui va agir comme un filtre et éviter le colmatage du drain par les terres ou par les racines qui trouveraient à s'y propager. Le gravier est enrobé éventuellement d'une natte anticontaminante. La face du mur en contact avec les terres est enduite d'un mortier hydrofuge additionné de couches de goudron ou de couches de vernis activé au bitume. Des nattes drainantes en polyéthylène sont agrafées sur toute la surface enduite qui vont canaliser verticalement l'eau vers le drain en pied de mur.
Le vide ventilé ou vide sanitaire est un espace de 80-100 cm ménagé entre le sol et le plancher du rez-de-chaussée. Certaines caves de faible hauteur pourront faire penser à des vides ventilés, toutefois il semblerait que cette manière de procéder viendrait des États-Unis et que l'Europe l'aurait adopté à partir des années 1950, pendant la reconstruction. Le vide ventilé n'a pas de plancher contrairement à la cave. La cave comme le vide ventilé sont ventilés au moyen de sas (ou soupiraux) ou de tuyaux en T disposés de manière ponctuelle qui contribuent à évacuer l'humidité ambiante excédentaire.
Une cave est souvent accessible depuis l’intérieur de l’édifice sous lequel elle se situe, mais peut également l’être à partir de l’extérieur, voire à rue sur le trottoir.
Dans certains châteaux occidentaux, on trouve des caves dont le seul accès se faisait par une ouverture dans la voûte ; on y descendait par une échelle ou une corde.
Les sorties de caves qui débouchent sur les trottoirs peuvent être dangereuses pour le piéton et certaines villes sont obligées de légiférer. Ainsi à Liège en 1840 : « Il ne pourra être construit d'entrées ni soupiraux de caves ou de souterrains dans le trottoir ou dans les revers de la rue. Les entrées de cave qui existent actuellement ne pourront dépasser le niveau du trottoir. Les portes devront être solidement construites et tenues en bon état de conservation. Les soupiraux existants qui forment saillie devront dans un délai d'une année disparaître ou être réduits à dix centimètres de saillie du nu de la façade, ils seront garnis de barreaux de fer placés à dix centimètres l'un de l'autre et dans le sens perpendiculaire à la façade ».

## Utilisations
On construit des caves pour préserver les pièces d'habitation de l'humidité.
Une cave a, en général, la propriété de conserver une température fraîche, mais sans gel, avec une hygrométrie relativement constante tout au long de l’année : elle peut donc être utilisée pour le stockage d’aliments ou de boissons, notamment de vins, de bières et de spiritueux. En Europe, c’est souvent le cas pour les caves de logements individuels, mais également pour les entreprises vinicoles, certaines fromageries (caves de roquefort, etc.), certaines champignonnières, etc.
La cave d’un logement, pourvu qu'elle ne soit pas trop humide, peut être utilisée pour stocker des meubles et des objets divers. Si c'est pour garer un véhicule, il s’agit alors d’un garage en sous-sol ou souterrain.
Durant les conflits armés, les caves peuvent aussi servir d’abri à la population en cas de bombardement.
Aux États-Unis notamment, elles peuvent servir également de refuge en cas de tornade.

## Caves et vins
Dans les régions de vignobles, le lieu où le vigneron conserve le vin en bouteilles s’appellera « cave à vin » s’il se situe en partie ou en totalité en dessous du niveau du sol ; sinon, il s’agira d’un cellier. Cave et cellier se distinguent du chai, lieu où se déroule la vinification et l'élevage du vin. En pratique, la distinction entre cave, cellier et chai n’est pas toujours claire. Dans certaines régions, le cellier est parfois appelé « chai » alors que le lieu qui sert à la fois de chai et de cellier est appelé « cave ».
De nos jours, on appelle « cave à vin » soit une cave où est entreposé du vin, soit un meuble réfrigéré qui reproduit les conditions de température et d’hygrométrie d'une cave.
On utilise parfois le terme « caveau » pour une petite cave à vin, mais ce terme est généralement utilisé pour une sépulture ou pour certains cafés théâtres (Caveau de la République) ou clubs de jazz (Le Caveau de la Huchette).
On utilise aussi le terme « cave » pour la quantité et le choix de vins dont dispose un individu, un café, un restaurant. On dira ainsi qu’un restaurant a « une très bonne cave ».